# A Natural Man
A Natural Man es un cortometraje mudo estadounidense de género dramático estrenada en 1915, fue dirigida por Ulysses Davis y producida por Vitagraph Company of America. Mientras que General Film Company distribuyó la película.
Actualmente la película se conserva en una colección en La Biblioteca del Congreso.

## Reparto
- Gayne Whitman - Karl Holden (*Alfred Vosburgh)
- Myrtle Gonzalez - Rose, La novia de Karl
- Otto Lederer - Padre de Karl
- George Stanley - Tío de Rose